# Leo Baeck College
Das Leo Baeck College in London ist ein Rabbinerseminar, das liberale, Reform- und Masorti-Rabbiner für alle europäischen Länder ausbildet und ordiniert. Auch werden jüdische Religionslehrer ausgebildet. In Nord-London verfügt es über Unterrichtsräume, Büroräume, studentische Aufenthaltsräume sowie eine der führenden Judaica-Bibliotheken in Europa mit über 50.000 Bänden und einem Archiv mit ca. 80.000 Traktaten und Tonaufnahmen.

## Geschichte
1933 gab es in Großbritannien 9 liberale bzw. Reformgemeinden. 1945 war die Zahl auf Grund vieler Immigranten aus Deutschland auf 16 gestiegen, im Jahr 1956 auf 32. Die Rabbiner der damaligen Gemeinden waren am amerikanischen Hebrew Union College, vor allem aber an der Hochschule für die Wissenschaft des Judentums in Berlin sowie am Jüdisch-Theologischen Seminar in Breslau ausgebildet worden. Nach dem Zweiten Weltkrieg waren die Ausbildungsstätten in Deutschland zerstört, und gleichzeitig war das Reformjudentum in den USA inzwischen so stark gewachsen, dass es dort einen Rabbinermangel gab.
Das orthodoxe Jew’s College in London lehnte die Aufnahme nicht-orthodoxer Studenten ab und die Universitäten boten keine ausreichenden Möglichkeiten zur Ausbildung rabbinischer Persönlichkeiten. In den 1950er Jahren waren die Reformgemeinden und die liberalen Gemeinden in Großbritannien daher von der Notwendigkeit überzeugt, eigene Möglichkeiten zur Ausbildung von Rabbinern zu schaffen. Die liberalen Synagogen gründeten ein Minister’s Training Scheme, die Reformgemeinden einen Leo Baeck Scholarship Fund. Doch erst am 30. September 1956 wurde mit der Gründung des Jewish Theological College eine feste Institution ins Leben gerufen. Gründungsdirektor war der aus Deutschland stammende Rabbiner Werner van der Zyl. Eigentlich war Rabbiner Leo Baeck für dieses Amt bestimmt worden, doch eine schwere Krankheit verhinderte dies und als Leo Baeck wenige Monate später am 2. November 1956 starb, wurde das Jewish Theological College ihm zu Ehren in Leo Baeck College for the Study of Judaism and the Training of Rabbis, Ministers and Teachers umbenannt.
Es begann seine Arbeit mit einem halben Dutzend Studenten, zwei hauptamtlich angestellten Dozenten sowie vier Teilzeit-Dozenten in einem Raum der West London Synagogue. Die ersten Dozenten waren überwiegend Lehrer der Hochschule für die Wissenschaft des Judentums in Berlin, wie Rabbiner Ignaz Maybaum, Arjeh Dörfler, Ellen Littmann. Der große Anteil an deutschsprachigen Werken in der Bibliothek des Colleges geht auf diese ersten deutschen Dozenten zurück.
1963 zog das College in den neugebauten Anbau der West London Synagogue um und verfügte nun über eigene Unterrichtsräume, einen Bibliotheksraum und einen Studentenraum. Seit 1964 steht das College unter der Trägerschaft der Reformsynagogues of Great Britain (heute Movement for Reform Judaism) und der Union of Liberal and Progressive Synagogues (heute Liberal Judaism). Im Jahre 1967 wurde Jacqueline Tabick als erste Frau zum rabbinischen Programm zugelassen und 1975 als erste Frau zur Rabbinerin am Leo Baeck College ordiniert. Im selben Jahr begann Hyam Maccoby die Reihe der Gelehrten, die die Bibliothek des Colleges systematisch zu einer einzigartigen Sammlung von Judaica in Europa aufbauten.
Seine heutigen Räumlichkeiten im Sternberg Centre for Judaism in Nord-London bezog das Leo Baeck 1982. Vier Jahre darauf wurde das Centre for Jewish Education zur Ausbildung und Weiterbildung von Religionslehrern gegründet, das 2001 mit der Rabbinerausbildung fusioniert und heute als dessen Department for Education and Professional Development arbeitet. Es bietet unter anderem auch Videokonferenzen für Schulklassen über Judentum an.
Inzwischen wurden insgesamt 153 Rabbinerinnen und Rabbiner am Leo Baeck College ordiniert, die in verschiedenen Ländern amtieren, vor allem in Großbritannien, Deutschland, Holland, Frankreich, Südafrika und den USA, seit 1999 auch in Russland und der Ukraine.
Das Leo Baeck College gibt seit 1956 die Zeitschrift „European Judaism. A Journal for the New Europe“ heraus.

## Rektoren (Principals)
- 1956–1972 Rabbiner Werner van der Zyl
- 1972–1985 Rabbiner Albert Friedlander
- 1985–2005 Rabbiner Jonathan Magonet
- 2006–2012 Rabbiner Marc Saperstein
- seit 2012 Rabbinerin Deborah Kahn-Harris

## Absolventen (Auswahl)
- Henry G. Brandt (1927–2022)
- William Wolff (1927–2020)
- Lionel Blue (1930–2016)
- Awraham Soetendorp (* 1943)
- Julia Neuberger (* 1950)
- Bea Wyler (* 1951)
- Walter Rothschild (* 1954)
- Michael Shire (* ca. 1958)
- Laura Janner-Klausner (* 1963)
- Jonah Sievers (* 1971)